# لودوفيك أوغستين
لودوفيك أوغستين (بالفرنسية: Ludovic Augustin)‏ هو لاعب رماية هايتي، (و. 1902  م).

## وصلات خارجية
- لودوفيك أوغستين على موقع أوليمبيديا (الإنجليزية)